# موريلا (قصة قصيرة)
موريلا (بالإنجليزية: Morelle)‏ هي قصة قصيرة مصنفة من أدب الرعب القوطي ألفها الكاتب والناقد من القرن التاسع عشر إدغار آلان بو.

## ملخص الحبكة
يتزوج راوٍ مجهول الاسم من موريلا، وهي امرأة ذات معرفة علمية عظيمة ومتعمقة في دراسات الفلاسفة الألمان فيشته وشيلن، التي تتناول مسألة الهوية. تقضي موريلا وقتها في السرير تقرأ وتعلم زوجها. بعد أن يشعر زوجها، الراوي، بتدهورها الجسدي، يصبح فَزعًا ويتمنى موت زوجته لترقد بسلام أبدي. في النهاية، تموت موريلا مُعلنة مخاضها: «أنا أحتضر. لكن في أحشائي نذر لتلك العاطفة... التي شعرتَ بها نحوي أنا، موريلا. وعندما ترتحل روحي سيعيش الطفل».
مع تقدم العمر بالفتاة، يُلاحظ الراوي أنها تحمل شبهًا عجيبًا لوالدتها، لكنه يرفض منح الطفلة إسمًا. بحلول عيد ميلادها العاشر، يصبح شبهها لموريلا مُفزعًا. يقرر الأب تعميدها لتخليصها من أي شر متربص بها، لكن يُعيد هذا الحدث روح الأم لتسكن ابنتها. في المراسم، يسأل القص عن اسم الابنة، ويجيب الراوي «موريلا». مباشرةً، تصيح الفتاة: «أنا هنا!» وتموت. يحمل الراوي جثتها بنفسه إلى القبر ولا يجد أثرًا فيه لموريلا الأولى فيضع الثانية في المكان نفسه. 

## تحليلها
يدل قرار الراوي بتسمية الابنة موريلا على رغبته اللاشعورية بموتها، تمامًا كشعوره تجاه أمها. اقترح ألن تيت أن ولادة موريلا الثانية قد يعني تحولها إلى مصاصة دماء لتشفي غليل غضبها بالانتقام من الراوي.
يستكشف بو فكرة ما يحدث للهوية بعد الموت، مقترحًا أن الهوية إذا ما استطاعت النجاة من الموت يمكنها أنو توجد بذاتها خارج الجسد البشري ثم تحل في أجساد جديدة. كان متأثرًا جزئيًا بنظريات الهوية التي طرحها فريدريك فيلهيلم يوزف شيلن، الذي يذكره في القصة.
هناك عدد من الأصول المحتملة لاسم «موريلا». هو اسم الأم الموقرة جوليانا موريل (ولدت عام 1595 – توفيت عام 1653)، التي كانت غريس الرابعة وموس العاشرة في قصيدة كتبها الشاعر لوب دي فيغا. «موريل» هو اسم ظل الليل الأسود، وهي نبتة سامة من فصيلة النباتات التي يُصنع منها عقار بيلادونا. يقع في بريسبرغ (براتسيلافا حاليًا)، منزل يُظن أنه مخصص للسحر الأسود ويُقال أن موريلا تلقت تعليمها فيه.

### موضوعات أساسية
يُصور بو نساء ميتات أو محتضرات في الكثير من حكاياه (انظر أيضًا «برنيس»، و «ليجيا») وإعادة إحياء أو تواصلًا من العالم الآخر (إنظر «إليونورا»، و«انهيار منزل آشر»). 

## تاريخ نشرها
نشرت «موريلا» للمرة الأولى في إصدار شهر أبريل من عام 1835 من دورية رسول الأدب الغربي، ونُشرت نسخة منقحة في إصدار نوفمبر من عام 1839 من مجلة بيرتن. تضمن النشر الأول قصيدة من 16 بيت كتبها بو تُدعى «ترنيمة» غنتها موريلا، نُشرت لاحقًا كقصيدة منفردة، «ترنيمة كاثوليكية».

## الأعمال المُعدة
«موريلا» هو عنوان فصل من فيلم حكايات مرعبة الصادر عام 1962 لروجر كورمان. أبطال الفيلم هم فنسنت برايس، وبيتر لور، وباسيل راثبون. للفيلم فصلان آخران سُميا تيمنًا بـ «القطة السوداء» و «حقائق قضية إم. فالديمار».
اعتُمدت القصة بصورة غير دقيقة في فيلم مطاردة موريلا (1990) من إخراج  جيم وينورسكي.